# Marlene Moses
Pour les articles homonymes, voir Moses.
Marlene Inemwin Moses, née en 1961, est une diplomate nauruane. Elle est l'actuelle ambassadeur de Nauru auprès de l'Organisation des Nations unies, et présidente de la région Pacifique du groupe des Petits États insulaires en développement aux Nations unies. 

## Biographie
Elle fait ses études en Australie, au Canberra College of Advanced Education puis à l'Université de Melbourne.
En 1983, elle entra dans le service diplomatique de son pays, travaillant aux Affaires étrangères. En 1988, elle fut nommée consul à Tokyo. De 1991 à 1995, elle fut consul-générale à Auckland, puis vice-directrice du Département des Affaires étrangères de 1995 à 1996.
S'ensuivit, pendant quelques années, une carrière dans l'administration : Secrétaire permanente au Département de l'Intérieur (1999-2000) ; Secrétaire permanente au Département de la Santé et des Services médicaux (2000-2003). Elle fut ensuite postée à nouveau dans les services diplomatiques, étant nommée vice-ambassadeur de Nauru aux Nations unies, aux côtés de l'ambassadeur Vinci Clodumar, en novembre 2003.
En mars 2005, elle succéda à Vinci Clodumar au poste d'ambassadeur auprès des Nations unies, poste qu'elle occupe à ce jour. En été 2011, elle fut nommée par ailleurs ambassadeur de Nauru auprès d'Israël, dans le cadre d'un développement des liens entre les deux pays, mais sans résider dans le pays. Elle est conjointement ambassadeur de Nauru auprès des États-Unis, de Cuba et du Venezuela.